# Daniel Fuchs (musicien)
Pour les articles homonymes, voir Daniel Fuchs.
Daniel Fuchs, né à Genève en 1956, est un organiste, pianiste et compositeur vaudois.

## Biographie
Daniel Fuchs fait ses études musicales au Conservatoire de musique de Genève dans les classes d'André Perret (piano) et Richard A. Jeandin (orgue) puis se perfectionne avec Edith Fischer, alors à Vevey, pour le piano, puis avec Jean-Jacques Grünenwald et Marie-Claire Alain, à Paris, pour l'orgue. Il a également suivi les cours de personnalités reconnues comme Pierre Segond, Guy Bovet, Michel Bastet et Eric Gaudibert.
Après avoir occupé différents postes d'organiste à Genève, il devient en 1985 organiste titulaire des églises de Saint-Laurent et Saint-Paul à Lausanne, poste qu'il occupe encore en 2016. À côté de cette activité, Daniel Fuchs donne de nombreux concerts, en récital, musique de chambre (il fonde en 1988 le trio A Piacere avec le violoniste Hans Egidi et le violoncelliste Pascal Desarzens) ou avec des orchestres — à l'orgue, au célesta ou au piano — comme l'Orchestre de la Suisse romande, l'Orchestre de chambre de Lausanne ou le Sinfonietta de Lausanne. Il collabore également avec des chœurs, comme l'Ensemble vocal de Lausanne, dirigé par Michel Corboz, avec lequel il enregistre la Messe chorale de Gounod en 1988 (Warner Classics International).
Parmi ses enregistrements il faut d'ailleurs mentionner le CD qu'il consacre en 1990 à l’œuvre complet pour piano de Jehan Alain, pour lequel il a bénéficié des conseils et encouragements de Marie-Claire Alain, la sœur du compositeur tragiquement disparu en 1940, à l'âge de vingt-neuf ans. Daniel Fuchs enregistre également, avec la mezzo-soprano Brigitte Ravenel, l'intégrale des mélodies et pièces pour clavier d'Arthur Honegger (double CD, 2005) et, en 1988, dans un tout autre répertoire, l’œuvre pour orgue de Georg Boehm (1661-1733) ou encore, avec Armène Stakian (violon), Pascal Desarzens (violoncelle) et Miguel Charosky (guitare) l’œuvre de musique de chambre du compositeur suisse Frank Martin (2005) ou, plus récemment, quelques-unes des œuvres pour orgue de Jean-Sébastien Bach (2009). Daniel Fuchs pratique lui-même la composition, pour de petites formations ou pour le clavier, et l'improvisation, à l'orgue et au piano.

## Sources
- « Daniel Fuchs », sur la base de données des personnalités vaudoises sur la plateforme « Patrinum » de la Bibliothèque cantonale et universitaire de Lausanne.
- Martin, Frank, Musique de chambre, Migros-Genossenschaft-Bund, 2006, Cote BCUL : DCR 11696
- Bach, Jean-Sébastien, Inventions, [...], Gallo, 2009, Cote BCUL : DCR 11696
- Honegger, Arthur, Mélodies et pièces pour clavier, Artlab, 2005, Cote BCUL : DCR 6963/2
- Alain, Jehan, Complete piano works, Preludio, 1990, Cote BCUL : DCM 5398
- R. Ki, "Concert d'été à l'église", 24 Heures, 2005/07/27, p. 20
- Gaillard, Florence, "Arthur Honegger, Mélodies et pièces pour clavier [...]", Le Temps, 2003/06/21
- Estebe, "Daniel Fuchs, piano. "Bach: inventions et sinfoniae", La Tribune de Genève, 2011/10/01, p. 30
- "Dernières notes au Lavoir: le trio Lenitas", L'Est républicain, 2013/03/22, p. BES13
- D. NE. "Piano au diapason avec des peintres handicapés: Forges 3, l'espace culturel de Valeyres-sous-Rances accueille les œuvres de quatre artistes handicapés. Et propose des concerts de piano au milieu des tableaux", 24 Heures, 2012/10/05, p. 25.